# Grot van Belle-Roche
De Grot van Belle-Roche is een belangrijke archeologische en paleontologische site in de Belgische gemeente Sprimont. In een tunnel uitgesleten door de rivier de Amblève en nadien weer opgevuld zijn de oudste sporen van menselijke aanwezigheid in de Benelux aangetroffen (ca. 500 ka) en verschillende tienduizenden fossielen van grote zoogdieren uit het Cromeriaan. Veel opgegraven materiaal is te zien in het museum Grand Curtius in Luik. 

## Geschiedenis

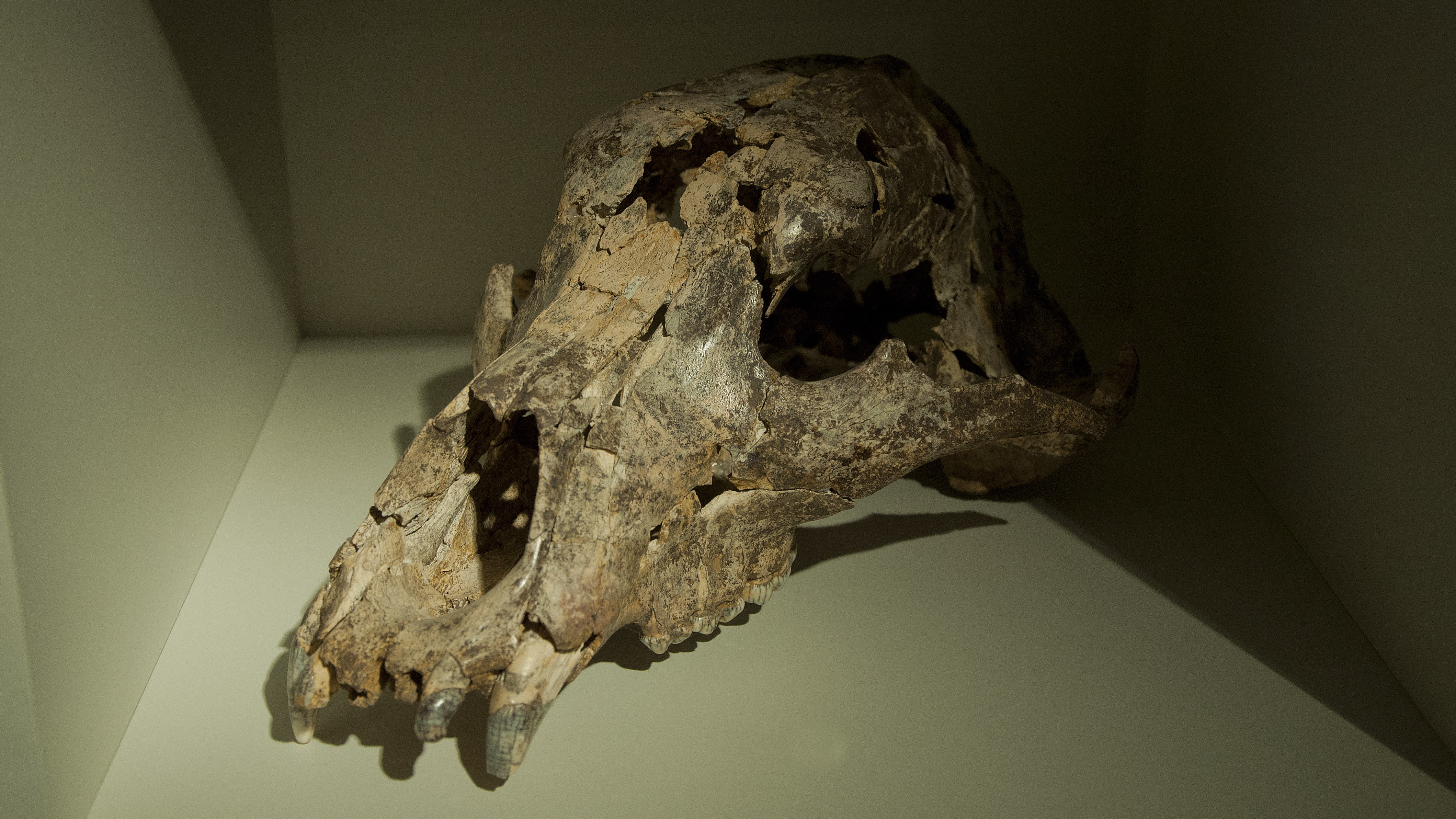
Schedel van deningers beer (Ursus deningeri) gevonden in Belle-Roche

De voormalige grot is in 1980 ontdekt in een rotswand op een zestigtal meter boven het huidige niveau van de Amblève. Arbeiders van de steengroeve van Belle-Roche die een nieuw stuk rots blootlegden, troffen een vindplaats van fossielen aan. Tientallen grote zoogdierensoorten uit de tussenijstijd van het Cromeriaan werden geïdentificeerd, waaronder Panthera leo fossilis, Panthera gombaszoegensis, Crocuta brevirostris, Canis mosbachensis, Equus mosbachensis, Dicerorhinus etruscus, Capreolus capreolus sussenbornensis... Veruit de meeste resten waren botten en tanden van de Ursus deningeri, een berensoort die in de grot overwinterde. De grot was ontstaan als een tunnel die door de Amblève was uitgesleten en die nadien weer door de rivier was verlaten. Na enkele tienduizenden jaren raakte de grot opgevuld met sediment en puin van door erosie veroorzaakte instortingen, wat de goede conservatie van de fossielen verklaart. 
Menselijke resten zijn er niet aangetroffen, maar wel een honderdtal stenen werktuigen voornamelijk uit vuursteen, waaronder twee vuistbijlen uit het Acheuléen. Waarschijnlijk zijn ze gemaakt door de homo heidelbergensis. Door kruising van drie dateringstechnieken is de ouderdom van de assemblage vastgesteld op ongeveer 500.000 jaar (500 ± 70 ka).
Opgravingscampagnes hebben elkaar opgevolgd tot 1998. De steenwinning heeft lange tijd stilgelegen maar zou door een besluit van Waals minister Willy Borsus uit 2020 weer worden hervat, weliswaar met bescherming van de voormalige grot.